# Пеллициера
Пеллициера (лат. Pelliciera) — типичное мангровое цветковое растение, род Пеллициера включает в себя единственный вид Pelliciera rhizophorae, является представителем монотипного подсемейства Pellicieroideae семейства Тетрамеристовые. Пеллицера — одно из самых редких мангровых растений, внесена в Красный список угрожаемых видов МСОП. Жизнь находящейся под угрозой исчезновения птицы мангровая амазилия (Amazilia boucardi) тесно связана с пеллициерой. Выращивается в качестве комнатного растения.

## Распространение и экология
Пеллициера произрастает на мокрых грязевых почвах, могущих содержать разное количество примесей песка или торфа, с солёностью, не превышающей 3,7 %, неглубоко затапливаемых приливами. Типичными местами произрастания являются эстуарии и защищённые от прибоя пляжи. Благоприятная для произрастания температура воздуха — 24—30 °C. Обычно растёт плотными группами в качестве примеси к ризофоре мангле, но может образовывать и чистый древостой.
Изредка встречается в Центральной и Южной Америке на берегах Тихого океана от залива Никоя (Коста-Рика) на севере до реки Эсмеральдас в Эквадоре на юге. Сохранилось всего несколько небольших изолированных популяций, произрастающих на берегах Карибского моря в Никарагуа, Панамы и Колумбии. Общая площадь мест произрастания пеллициеры оценивается в 500—2000 км² и сокращается она угрожающе быстро, с 1980 года по 2010 исчезло около 27 % мест её произрастания.

## Ботаническое описание
Пеллициера представляет собой типичное, произрастающее исключительно в мангровых лесах, дерево, высотой до 15 м. Стволы диаметром 15—20 см укреплены подпорными корнями. Листья простые, асимметричные, расположены спирально. Как и для других типичных мангровых растений, для неё характерна вивипария, то есть прорастание семян в ещё не зрелых плодах, не утративших физиологическую связь с материнским растением.

### Корни
Наиболее заметным элементом корневой системы пеллициеры являются подпорные корни в виде контрфорсов, которые обеспечивают устойчивость дерева, не позволяя ему упасть ни во время регулярных приливов и отливов, ни во время штормов. На поверхности их коры имеются чечевички, через которые поступает кислород в корневую систему, что очень существенно из-за его отсутствия в мангровых почвах. Дополнительно дыхание обеспечивают поднимающиеся вертикально вверх отростки горизонтальных подземных корней, т. н. пневматофоры. Обычно подпорные корни пеллициеры опускаются с высоты 0,8—1 м, но иногда их высота может достигать 2 м. Они не растут глубоко вниз, связанные с ними остальные корни проникают глубже. Высота подпорок определяется глубиной затопления приливом. Диаметр этой части ствола с подпорками может достигать.

### Листья
Листья пеллициеры бесчерешковые, кожистые, суккулентные, одинаково гладкие с лицевой и обратной стороны, на кромках растут редкие маленькие волоски. Длина листьев — 20 см и более, ширина — до 5 см. Каждый лист имеет две железы, выделяющие сладкую жидкость, привлекающую муравьёв рода Azteca, которые защищают их от вредителей. В листьях накапливается соль, и при опадании старой листвы растения избавляются от избытка соли. Интересно, что к концу своей жизни листья пеллициеры, произрастающей на тихоокеанском побережье краснеют, на карибском — желтеют. Располагаются спирально на концах ветвей.

### Цветки
Одиночные крупные, до 13 см в диаметре, приятнопахнущие цветки пеллициеры располагаются на самых концах ветвей. От основания пестика длиной 10 см симметрично расходятся 5 лучеобразных лепестков. В начале цветения некоторое время сохраняются прицветнички. Цвет лепестков белый, иногда красноватый, пестика — от жёлто-зелёного до светло-розового. Прицветнички на тихоокеанском побережье красные, на карибском — зеленоватые или желтоватые.